# Giro d'Austria
Il Giro d'Austria (nome ufficiale de.: Österreich-Rundfahrt) è una corsa a tappe maschile di ciclismo su strada che si svolge in Austria ogni anno nel mese di luglio. È inserita nel calendario dell'UCI Europe Tour classe 2.HC.
Nata nel 1947, solo dal 1996 è riservata ai professionisti.

## Albo d'oro
Aggiornato all'edizione 2025.
| Anno | Vincitore                             | Secondo                               | Terzo                                 |
| ---- | ------------------------------------- | ------------------------------------- | ------------------------------------- |
| 1947 | Robert Renonce                        | Roger Ilitch                          | Rudi Valenta                          |
| 1948 | Raymond Colliot                       | Hans Goldschmidt                      | Roger Dagorn                          |
| 1949 | Richard Menapace                      | Franz Deutsch                         | Lucien Fixot                          |
| 1950 | Richard Menapace                      | André Hoffmann                        | Kurt Schneider                        |
| 1951 | Franz Deutsch                         | Josef Hammerl                         | Charly Gaul                           |
| 1952 | Franz Deutsch                         | Charly Gaul                           | Franz Reitz                           |
| 1953 | François Gelhausen                    | Jean-Pierre Schmitz                   | Adolf Christian                       |
| 1954 | Adolf Christian                       | Walter Müller                         | André Messelis                        |
| 1955 | Lasse Nordvall                        | Adolf Christian                       | Franz Deutsch                         |
| 1956 | Roland Ströhm                         | Eduard Ignatovicz                     | Gunnar Göransson                      |
| 1957 | Gunnar Göransson                      | Richard Durlacher                     | Stefan Mascha                         |
| 1958 | Richard Durlacher                     | Kurt Schweiger                        | Stefan Mascha                         |
| 1959 | Stefan Mascha                         | Constant Goossens                     | Herbert Kaupe                         |
| 1960 | René Lotz                             | Felix Damm                            | Fritz Inthaler                        |
| 1961 | Stefan Mascha                         | Martin Van Den Bossche                | Walter Müller                         |
| 1962 | Walter Müller                         | Adolf Christian                       | Gustav-Adolf Schur                    |
| 1963 | Jan Pieterse                          | Felix Damm                            | Arie den Hertog                       |
| 1964 | Edy Schütz                            | Johny Schleck                         | Christian Frisch                      |
| 1965 | Hans Furian                           | Josef Beker                           | Ryszard Zapała                        |
| 1966 | Hans Furian                           | Rolf Eberl                            | Hans Konigshofer                      |
| 1967 | Marinus Wagtmans                      | Rudi Valenčič                         | Fedor den Hertog                      |
| 1968 | Jan Krekels                           | Georg Postl                           | Czesław Polewiak                      |
| 1969 | Matthijs de Koning                    | Wolfgang Steinmayr                    | Joop Zoetemelk                        |
| 1970 | Rudolf Mitteregger                    | Hans Oberndorfer                      | Hans Konigshofer                      |
| 1971 | Roman Humenberger                     | Rudolf Mitteregger                    | Wolfgang Steinmayr                    |
| 1972 | Wolfgang Steinmayr                    | Rudolf Mitteregger                    | Claudio Morelli                       |
| 1973 | Wolfgang Steinmayr                    | Viktor Neljubin                       | Rudolf Mitteregger                    |
| 1974 | Rudolf Mitteregger                    | Jurij Lavruškin                       | Siegfried Denk                        |
| 1975 | Wolfgang Steinmayr                    | Rudolf Mitteregger                    | Roman Humenberger                     |
| 1976 | Wolfgang Steinmayr                    | Luca Olivetto                         | Roman Humenberger                     |
| 1977 | Rudolf Mitteregger                    | Jiří Konečný                          | Svatopluk Henke                       |
| 1978 | Jostein Wilmann                       | Stefan Mutter                         | Erich Jagsch                          |
| 1979 | Herbert Splinder                      | Rudolf Mitteregger                    | Tadeusz Wojtas                        |
| 1980 | Geir Digerud                          | Morten Saether                        | Johann Traxler                        |
| 1981 | Gerhard Zadrobilek                    | Mieczysław Korycki                    | Harald Maier                          |
| 1982 | Helmut Wechselberger                  | Andrzej Mierzejewski                  | Libor Matějka                         |
| 1983 | Kurt Zellhofer                        | Helmut Wechselberger                  | Lubomír Burda                         |
| 1984 | Stefan Maurer                         | Aleksandr Krasnov                     | Lubomír Burda                         |
| 1985 | Olaf Jentzsch                         | Libor Matějka                         | Primož Čerin                          |
| 1986 | Helmut Wechselberger                  | Richard Trinkler                      | Libor Matějka                         |
| 1987 | Dmitrij Konyšev                       | Helmut Wechselberger                  | Sergej Uslamin                        |
| 1988 | Dietmar Hauer                         | Gerd Audehm                           | Stefan Gottschling                    |
| 1989 | Valter Bonča                          | Peter Lammer                          | Arne Aadnoy                           |
| 1990 | Dietmar Hauer                         | Roman Kreuziger sr.                   | Stefan Gottschling                    |
| 1991 | Roman Kreuziger sr.                   | Luis Espinosa                         | Lars Kristian Johnsen                 |
| 1992 | Valter Bonca                          | Peter Luttenberger                    | Dietmar Hauer                         |
| 1993 | Georg Totschnig                       | Roland Meier                          | Roman Kreuziger sr.                   |
| 1994 | Harald Morscher                       | Koos Moerenhout                       | Lars Kristian Johnsen                 |
| 1995 | Steffen Kjærgaard                     | František Trkal                       | Glenn D'Hollander                     |
| 1996 | Frank Vandenbroucke                   | Luc Roosen                            | Franco Ballerini                      |
| 1997 | Daniele Nardello                      | Frank Vandenbroucke                   | Oscar Camenzind                       |
| 1998 | Beat Zberg                            | Philipp Buschor                       | Matteo Tosatto                        |
| 1999 | Maurizio Vandelli                     | Georg Totschnig                       | Branko Filip                          |
| 2000 | Georg Totschnig                       | Hannes Hempel                         | Maurizio Vandelli                     |
| 2001 | Cadel Evans                           | Hans-Peter Obwaller                   | Paolo Tiralongo                       |
| 2002 | Gerrit Glomser                        | Hans-Peter Obwaller                   | Peter Luttenberger                    |
| 2003 | Gerrit Glomser                        | Jure Golčer                           | Hans-Peter Obwaller                   |
| 2004 | Cadel Evans                           | Michele Scarponi                      | Maurizio Vandelli                     |
| 2005 | Juan Miguel Mercado                   | Johann Tschopp                        | Gerhard Trampusch                     |
| 2006 | Tom Danielson                         | Ruslan Pidhornyj                      | Christian Pfannberger                 |
| 2007 | Stijn Devolder                        | Thomas Rohregger                      | Jure Golčer                           |
| 2008 | Thomas Rohregger                      | Vladimir Gusev                        | Ruslan Pidhornyj                      |
| 2009 | Michael Albasini                      | Ruslan Pidhornyj                      | Branislaŭ Samojlaŭ                    |
| 2010 | Riccardo Riccò                        | Sergio Pardilla                       | Emanuele Sella                        |
| 2011 | Fredrik Kessiakoff                    | Leopold König                         | Carlos Sastre                         |
| 2012 | Jakob Fuglsang                        | Steve Morabito                        | Robert Vrečer                         |
| 2013 | Riccardo Zoidl                        | Aleksandr D'jačenko                   | Kevin Seeldraeyers                    |
| 2014 | Peter Kennaugh                        | Javier Moreno                         | Damiano Caruso                        |
| 2015 | Víctor de la Parte                    | Ben Hermans                           | Jan Hirt                              |
| 2016 | Jan Hirt                              | Guillaume Martin                      | Patrick Schelling                     |
| 2017 | Stefan Denifl                         | Delio Fernández                       | Miguel Ángel López                    |
| 2018 | Ben Hermans                           | Hermann Pernsteiner                   | Dario Cataldo                         |
| 2019 | Ben Hermans                           | Eduardo Sepúlveda                     | Stefan de Bod                         |
| 2020 | annullata per la Pandemia di COVID-19 | annullata per la Pandemia di COVID-19 | annullata per la Pandemia di COVID-19 |
| 2021 | annullata per la Pandemia di COVID-19 | annullata per la Pandemia di COVID-19 | annullata per la Pandemia di COVID-19 |
| 2022 | annullata per la Pandemia di COVID-19 | annullata per la Pandemia di COVID-19 | annullata per la Pandemia di COVID-19 |
| 2023 | Jhonatan Narváez                      | Jason Osborne                         | Jesús David Peña                      |
| 2024 | Diego Ulissi                          | Brandon Rivera                        | Magnus Sheffield                      |
| 2025 | Isaac Del Toro                        | Archie Ryan                           | Rafal Majka                           |